# Synagoge (Jičín)
Koordinaten: 50° 26′ 17″ N, 15° 21′ 10,2″ O

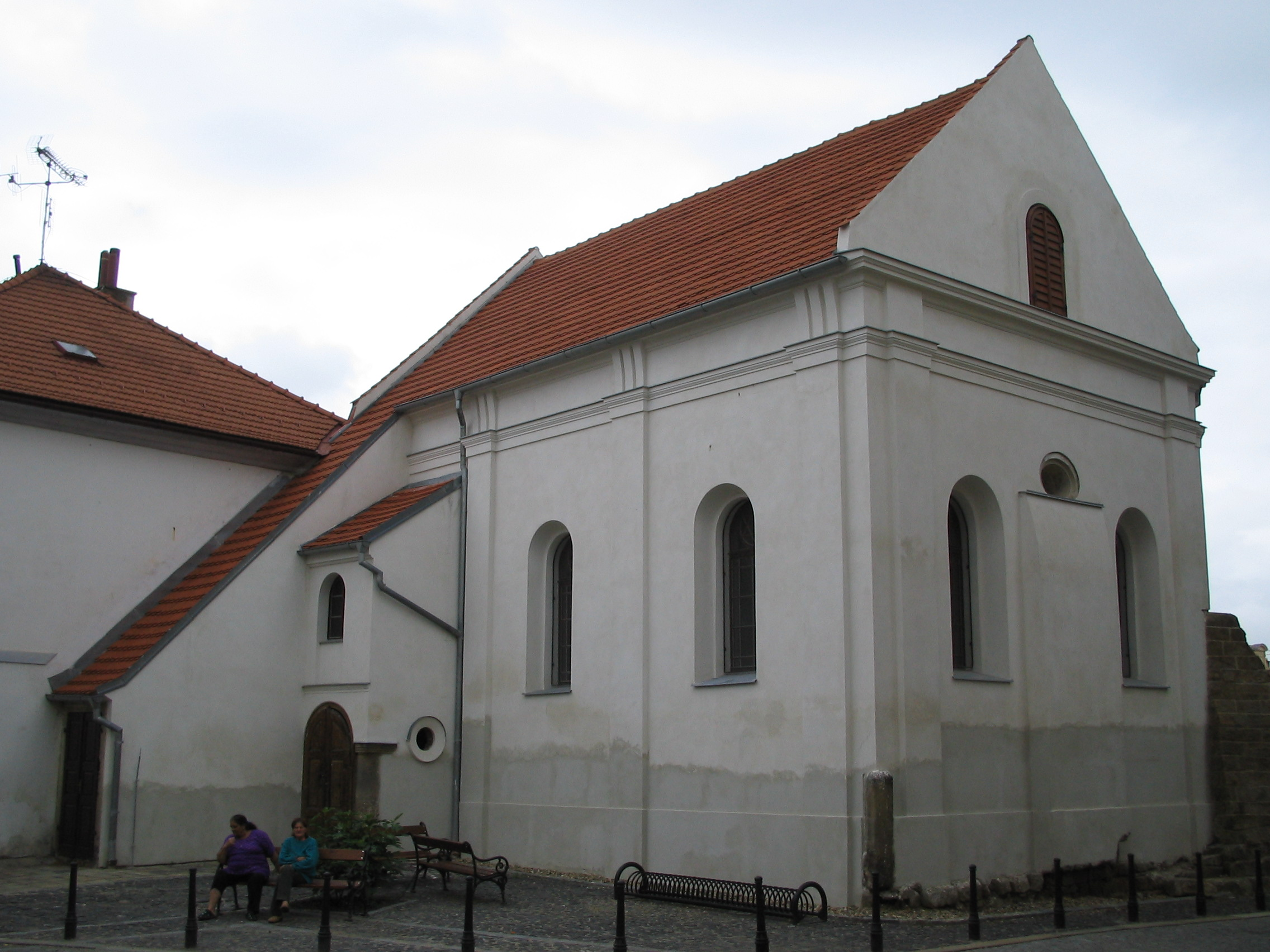
Synagoge in Jičín

Die Synagoge in Jičín (deutsch Gitschin)  ist eine Synagoge in Tschechien.

## Geschichte
In Jičín siedelten sich die ersten Juden bereits im 14. Jahrhundert an. Als Albrecht von Wallenstein den Ort zum Hauptort seines Herzogtums Friedland ausbauen wollte, ließ sich sein Finanzier Jacob Bassevi hier nieder. Er war der erste Jude im Habsburger Reich, der geadelt wurde.
Ende des 17. Jahrhunderts entstand eine Ghetto, die Židovská (Judengasse), deren Hausnummern zur Unterscheidung von den übrigen Häusern in römischen Ziffern im Pflaster eingelegt wurden. Eine Synagoge wurde erstmals 1773 erwähnt. Als Toraschrein (Aron haKodesch) wurde dabei angeblich der barocke Altar aus der Kapelle des im selben Jahr aufgehobenen Jesuitenkollegs verwendet. Nach einem Stadtbrand im Jahr 1840 erhielt die Synagoge einen neuen Dachstuhl. Der Innenraum wurde im klassizistischen Stil neu gestaltet. Eine Frauenempore wurde hinzugefügt.
1940 gehörten zur Gemeinde etwa 180 Mitglieder. 1941 wurden im Reichsprotektorat Böhmen und Mähren jüdische Gottesdienste verboten. 1943 wurden die Jičíner Juden deportiert. Die Einrichtung der Synagoge wurde zerstört. Nach dem Zweiten Weltkrieg diente das Gebäude als Munitionslager, später zur Aufbewahrung und Trocknung von Kräutern.
2001 wurde das Gebäude an der Židovská 104 der jüdischen Gemeinde in Prag zurückgegeben und seit 2002 renoviert. Dabei wurde die ursprüngliche Farbgestaltung wiederhergestellt. Heute finden in der Synagoge Vorträge und Konzerte statt. Außerdem befindet sich in dem Gebäude eine Ausstellung zur Geschichte der Juden in Jičín.

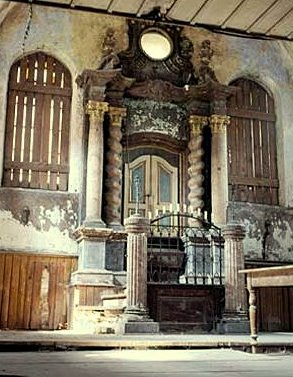
Vor der Renovierung
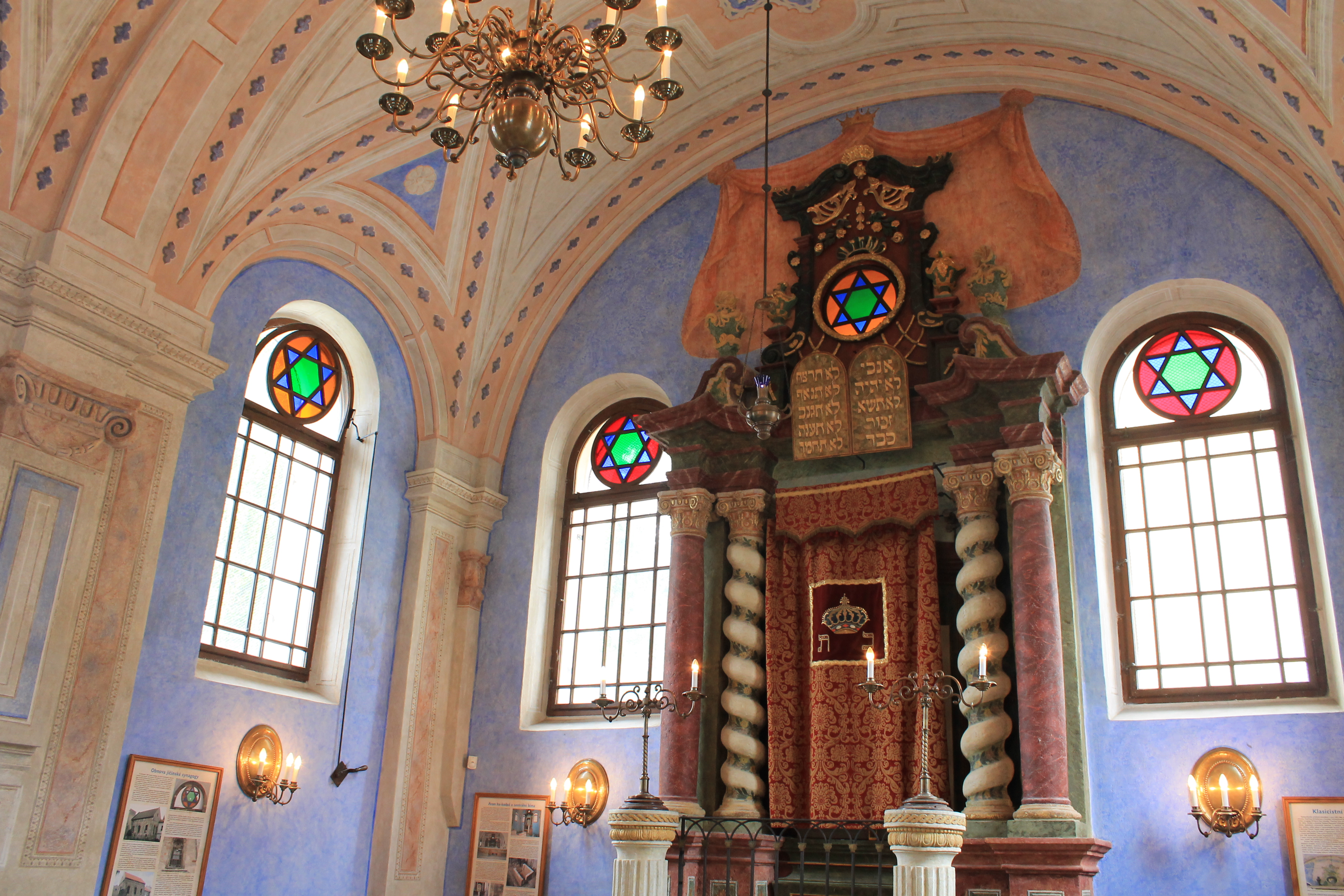
Innenraum 2014